# Albert Hilbe
Albert Jakob Hilbe (* 17. Mai 1822 in Oberdorf, Dornbirn; † 30. November 1898 in Brescia) war ein österreichischer Ingenieur für Wasserbau und Gasunternehmer.

## Leben
Hilbe wurde als Sohn des Baumeisters Josef Andrä Hilbe vulgo „Sigmunds“ (1779–1839) und der Maria Franziska Thurnher (1793–1852) in der Kirchgasse 3 im Oberdorf geboren. Sein Vater gilt als Erbauer der Arlbergstraße.
Albert Hilbe studierte in Wien und wurde Ingenieur für Wasserbau. Er begann zunächst im Staatsdienst in Wien, war dann Ingenieur-Assistent beim Baubezirk Bozen und arbeitete als Ober- und Bezirksingenieur zwischen 1850 und 1854 an verschiedenen Projekten Südtirols, wie z. B. an der Etschregulierung in Kaltern, Margreid und in Salurn. Auch die Sanierung des Daches nach einem Brand der heute denkmalgeschützten Pfarrkirche St. Andreas in Salurn war sein Werk. 1862 ist er als Ingenieur-Assistent 2. Klasse bei der k. k. Landesbaudirektion zu Innsbruck nachgewiesen.
Schließlich wechselte er vom Staatsdienst zum Augsburger Unternehmen Ludwig August Riedinger, das 1859 die Gaszentrale von Brescia zur Erzeugung von Gaslicht errichtete.
Im Jahre 1867 wurde er in Brescia als „Alberto Hilbe“ Direktor der dortigen Gaswerke. Als er 1883 in Pension ging und noch einen Lehrauftrag erfüllte, übernahm sein Sohn Julius (1854–1894), in Brescia als Giulio Hilbe bekannt, seinen Aufgabenbereich in Brescia.
1898 verstarb Hilbe mit 76 Jahren.
Die südwestliche Ecke des Zanzenberg trägt nach ihm den Namen „Albertshöhe“.

## Schriften
- Albert Hilbe: Der Thalsperrenbau in seiner Anwendung bei Verbauung der Wildbäche, mit besonderer Rücksicht auf Tirol in Zeitschrift des Österreichischen Ingenieur-Vereines, Wien 1860, S. 146 ff.[12]